# بطولة أوروبا لكرة الماء للسيدات 1985
بطولة أوروبا لكرة الماء للسيدات 1985 كان الموسم الأول من بطولة أوروبا لكرة الماء للسيدات، وجرت المنافسات في أوسلو النرويج، ونظمت من قبل الاتحاد الأوروبي للسباحة.

## النتائج
| م       | المنتخب         |
| ------- | --------------- |
| ذهبية   | هولندا          |
| فضية    | المجر           |
| برونزية | ألمانيا         |
| الرابع  | النرويج         |
| الخامس  | بلجيكا          |
| السادس  | المملكة المتحدة |
| السابع  | فرنسا           |
| الثامن  | السويد          |
| التاسع  |                 |
| العاشر  |                 |